# Charles Paulet, I duca di Bolton
Charles Paulet, I duca di Bolton (1630 – Amport, 27 febbraio 1699), è stato un nobile inglese.

## Biografia
Era il figlio di John Paulet, V marchese di Winchester, e della sua prima moglie, Jane Savage.
Un uomo eccentrico, ostile a Lord Halifax e in seguito al Duca di Marlborough, si dice che abbia viaggiato nel 1687 con quattro carrozze e cento cavalieri, dormendo durante il giorno e intrattenendosi di notte. La sua adesione nella vita adulta alla Chiesa d'Inghilterra è stata descritta come un duro colpo per la comunità cattolica romana: suo padre (con il quale la sua relazione non era mai stata buona) aveva apertamente professato la fede cattolica e usato la sua ricchezza e influenza per proteggere i cattolici dell'Hampshire.
Nel 1666 si nascose per un breve periodo in clandestinità dopo essere stato coinvolto in una franca pubblica a Westminster Hall con Sir Andrew Henley. Nonostante i suoi difetti, il suo fascino e la sua affabilità riuscì ad essere amico di molte persone.

## Carriera
Paulet succedette a suo padre come marchese di Winchester nel 1675. Fu deputato per Winchester nel 1660 e poi per Hampshire (1661-5 marzo 1675). Prima della sua successione al marchesato fu nominato Lord St John.
Dopo aver sostenuto la pretesa di Guglielmo III e Maria II sul trono inglese nel 1688, riprese il suo posto nel Consiglio Privato e come Lord luogotenente dell'Hampshire, e fu creato Duca di Bolton il 9 aprile 1689. Costruì Bolton Hall, nel North Yorkshire nel 1678.

## Matrimoni

### Primo Matrimonio
Sposò, il 28 febbraio 1652, Christine Frescheville (13 dicembre 1633-22 maggio 1653), figlia di John Frescheville, I barone Frescheville. Ebbero un figlio:
- un figlio (nato e morto il 22 maggio del 1653)

Christine morì il 22 maggio 1653 durante il parto e fu sepolta con il suo bambino a Staveley, nel Derbyshire.

### Secondo Matrimonio
Sposò, il 12 febbraio 1655, Mary Scrope (1630-1 novembre 1680), figlia illegittima di Emanuel Scrope, I conte di Sunderland e vedova di Henry Carey, Lord Leppington. Ebbero quattro figli:
- Jane Paulet (1656-23 maggio 1716), sposò John Egerton, III conte di Bridgwater, ebbero sei figli;
- Mary Paulet
- Charles Paulet, II duca di Bolton (1661-1722);
- William Paulet (1666-1729), sposò in prime nozze Louisa de Caumont, ebbero quattro figli, e in seconde nozze Anne Egerton, ebbero una figlia.

## Morte
Charles Paulet morì improvvisamente ad Amport il 27 febbraio 1699 e fu sepolto a Basing, nel Hampshire.